# Anthidium paroselae
Anthidium paroselae är en biart som beskrevs av Cockerell 1898. Anthidium paroselae ingår i släktet ullbin och familjen buksamlarbin. Inga underarter finns listade.

## Beskrivning
En förhållandevis liten art med omfattande gula markeringar på svart botten. Honan saknar dock gula ränder på mitten av bakkroppen.

## Ekologi
Anthidium paroselae är en ökenlevande art som är generalist vad gäller födan: Den flyger till blommande växter från många olika familjer, även om den föredrar korgblommiga växter. Andra besökta växtfamiljer är strävbladiga växter, paradisblomsterväxter (Cleomaceae), ärtväxter, brännreveväxter, slideväxter och pockenholtsväxter (Zygophyllaceae).

### Fortplantning
Arten är ett solitärt, det vill säga icke samhällsbildande bi där varje hona själv sörjer för sin avkomma. Honan bygger larvbona i fast sand, samt använder mjuka växthår både till att klä larvcellerna med och till förslutning av bogångarna.

## Utbredning
Utbredningsområdet omfattar sydvästra Nordamerika som Texas, New Mexico, Arizona, Nevada, Utah och Kalifornien i USA samt Sonora, Coahuila, Durango, Morelos och Puebla i Mexiko.